# Sordariales
Sordariales é uma ordem de fungos da classe Sordariomycetes.
Os membros de Sordariales são, na sua maioria, saprófitas, produzindo ascomas periteciais solitários. São geralmente encontrados em excremento ou matéria vegetal em decomposição.